# Zwierzyniec Mały
Zwierzyniec Mały – wieś w Polsce położona w województwie podlaskim, w powiecie sokólskim, w gminie Dąbrowa Białostocka.
W latach 1975–1998 miejscowość administracyjnie należała do województwa białostockiego.
W głównej części wsi znajduje się 9 domów. Tyle samo znajduje się również "na koloniach", gdzie prowadzą drogi piaskowe.
Większość mieszkańców trudni się rolnictwem i chowem bydła.
Wierni kościoła rzymskokatolickiego należą do parafii Najświętszej Maryi Panny Królowej Polski w Zwierzyńcu Wielkim.